# 吳思漢
吳思漢（1924年10月24日—1950年11月28日），本名吳調和，中國共產黨黨員，父吳勻為小學教師，後勤學成為漢醫並從事藥材買賣，日治台南州新營郡白河庄人，台灣台南白河公學校，台南二中畢（今台南一中），京都大學醫學部肄業，因對祖國的嚮往而投身抗戰，從京都一路從淪陷區進入中國重慶，1945年光復後擔任台灣新生報日文編譯，1947年加入中國共產黨，開設啟蒙書店發展組織，1949年7月加入中國共產黨台北市工作委員會擔任工委，後因《光明報》曝光遭到逮捕，1950年11月28日槍決於馬場町刑場。

## 生平

### 熱血青年
吳思漢本名吳調和，日治台南州新營郡白河庄人，父吳勻為小學教師，後勤學成為漢醫並從事藥材買賣，1937年吳思漢台南白河公學校畢業考入台南二中，並於1941年考入臺灣總督府臺北高等學校，由於在校期間受到日本同學欺壓，開始出現反日思漢的意識，同學蔡水源回憶，吳思漢民族觀念很強，遇到一中日本人會罵他們:「你們是狗仔，我們是中國人。」，功課很好的吳思漢正因操行只有乙無法當班長，1941年4月，吳思漢跳級考入京都大學醫學部，時值中日戰爭期間，因對祖國的嚮往而希望投身抗戰苦無機會，直到碰到同校工學院中國籍學生戴振本，透過他的幫忙前往中國，1944年4月吳思漢不顧父親的反對從京都、下關進入朝鮮釜山搭火車到鴨綠江畔，進入滿州過奉天到達戴振本的老家秦皇島，因缺少路費在天津短暫工作，1944年11月戰事吃緊，日本當局開始宣布徵召台籍青年入伍參軍，吳思漢因此通過河南輾轉進入國統區，甚至被誤以為是日本的奸細，終於在1945年7月進入重慶，見到了腐敗的重慶後思想逐漸改變，沒多久1945年10月日本投降，光復後李萬居擔任新聞事業專門委員接收日據時期的台灣新報改為台灣新生報，安排吳思漢台灣新生報日文編譯。

### 加入共產黨
1946年，吳思漢在台北博愛路附近開了一家啟蒙書店，透過書店認識許多有志青年，結識了曾經與新四軍有接觸的辜金良，1946年9月透過辜金良與老台共王萬德夫婦及李水井等人一同前往上海台灣同鄉會見會長李應章，並進入解放區，11月蘇北國軍開始掃蕩共軍，國共內戰開始，李應章醫師安排吳思漢返回台灣發展，根據陳英泰回憶，省工委組織早在1946年蘆洲地區開始，由老台共蔡孝乾、廖瑞發與洪幼樵等人發起，1947年二二八事件發生後，大量知識分子左傾，根據國安局檔案顯示，徐征介紹郭琇琮認識蔡孝乾加入共產黨，吳思漢則於1947年7月經郭琇琮介紹加入中國共產黨，成立省工委台北市工委，並共同主持領導多個支部組織，下設有台灣大學附屬醫院支部、草山支部、菸酒公賣局支部、台北電信局支部、士林熱帶醫學研究所支部、雙園支部、和尚州支部及第一至第五之台北街頭支部等等。

### 血濺馬場町
1950年省工委書記蔡孝乾變節供出大批人員名單，導致中國共產黨在台組織瓦解，1950年5月10日李水井與吳思漢被捕，保密局循線逮補25人，並由此25人擴及省工委學工委及各省工委支部，台共組織面臨第一次瓦解，陳英泰先生回憶即對地下黨組織有詳細介紹，1950年11月28日，台灣省保安處39安潔字第2204號判決書宣判吳思漢等14人死刑後即刻送台北市馬場町槍決，行刑當日許強帶領眾人高呼口號及唱國際歌趕赴刑場，駕駛驚慌險些發生車禍，同時遭槍決者包含郭琇琮、許強、朱耀山加、謝湧鏡等14人。

### 軼事
1950年1月中央日報有一則奇怪的啟示，內容是：「慶祝蔣渭川、彭德、李翼中、林日高等四人出任民政廳長、建設廳長、省府委員。」賀詞下方21人署名同賀，名單中竟是二二八事件中失蹤的林茂生、陳炘、宋斐如、王育霖等人，陳明忠回憶，當他坐牢時才知道這是吳思漢刊的，係由於吳思漢得知這些人的遇害與蔣渭川密告有關。
吳思漢的視死如歸令獄友印象深刻，「吳思漢認為自己也差不多會被抓去鎗殺了，每天早上睡醒後，就穿好西裝，頭髮抹一抹，等它來叫。」吳思漢的同房難友羅慶增回憶說，「可是，點過名，外役放出去了，他就把西裝脫掉，隨手一丟，說：『幹您娘！還未輪到我，夭壽！……』我對這種人的這種精神，非常欽佩！」

### 平反
2018年10月5日，促進轉型正義委員會促轉三字第1075300110B號函文，正式撤銷受難者林慶雲君等1270人之刑事有罪判決暨其刑，其中(39)安潔字第 2204 號，有關吳思漢共同意圖破壞國體，以非法之方法顛覆政府而著手實行之有罪判決暨其刑及沒收之宣告正式撤銷。

## 外部連結
- 清华大学于2021年7月1日拍摄的《国际歌》 （页面存档备份，存于）